# Кодряну, Мария Петровна
Мари́я Петро́вна Кодря́ну (рум. Maria Codreanu; род. 23 августа 1948, село Трушены, Страшенский район, Молдавская ССР, СССР) — советская  молдавская и российская певица, Заслуженная артистка Российской Федерации (1999), Народная артистка Молдавии (2008).

## Биография
Родилась 23 августа 1948 года в селе Трушены, что в десяти километрах от Кишинёва Страшенского района Молдавской ССР. Была третьей из шести дочерей Петра Георгиевича и Александры Георгиевны Кодряну.
Она рано начала петь и ей это очень нравилось. Серебристый голосок Марии можно было услышать и во дворе дома, и в поле, и на винограднике. Часто родители брали её на всякие торжества и там, взобравшись на стул, маленькая Марийка пела восхищенным селянам. В селе её называли "фата каре кынта" - "девочка, которая поёт".
В школе стала участвовать в художественной самодеятельности. На одном из таких концертов присутствовала делегация из Москвы, во главе с композитором Дмитрием Шостаковичем, который и обратил внимание на вокальные данные Марии Кодряну.
Закончила музыкальную школу по классу скрипки и фортепиано, но продолжала петь. Юную солистку заметил Александр Броневицкий, выступавший в Кишинёве с ансамблем «Дружба», и пригласил на прослушивание. Кодряну отправилась в Ленинград и с 1965 года стала выступать в ансамбле «Дружба» в Ленконцерте.
В 1967 году Мария Кодряну приняла участие в I Международном конкурсе эстрадной песни в Сочи, где заняла первое место, исполнив песню «Нежность» Александры Пахмутовой. Она поступила в музыкальное училище при Ленинградской консерватории по классическому вокалу у Генриетты Аптер и по эстрадному вокалу у Лины Архангельской и скоро ушла из «Дружбы», так как не могла совмещать гастроли с учёбой. После этого Кодряну устроилась на работу в Ленинградский джаз-оркестр под руководством Иосифа Ванштейна. В 1969 году Мария Кодряну снялась в музыкальном телефильме «Летний дождь» на Ленинградском телевидении. Были серьёзные предложения из Мариинского театра. Мария Петровна начала работу в постановках «Война и мир» и «Белоснежка и семь гномов». Работа так и не была доведена до конца и Мария Петровна уехала в родной Кишинёв. В 1969, по словам певицы, её услышал первый секретарь ЦК КП Молдавии Иван Бодюл и приказал вернуть Кодряну на родину. В Молдавии певица проработала девять лет, создав собственный вокально-инструментальный ансамбль.
Дважды выступала молодая певица в международных программах «Мелодии друзей» в 1968 и в 1971 году вместе с известнейшими певцами Чехословакии, Югославии, Румынии, Кубы, Германской Демократической Республики и других стран, достойно представляя искусство советской эстрады.
В 1971 году Министерство культуры СССР направило Марию Кодряну на Международный фестиваль песни в Сопоте, неожиданно выбрав её вместо Льва Лещенко. На фестивале, прошедшем 26—29 августа 1971 года, Кодряну исполнила песню Оскара Фельцмана на стихи Роберта Рождественского «Баллада о красках» и получила приз Совета польских профсоюзов за лучшее исполнение общественно-политической песни. Лещенко стал участником фестиваля в Сопоте в следующем году и выиграл первый приз.
В 1972 году на фестивале «Братиславская лира» выступала в гала-концертах с Сальваторе Адамо, Карелом Готтом, Брендой Арно.
В 1972 году приняла участие в Ялте в фестивале «Крымские зори».
В 1972 году с молдавской народной песней «Видишь, улетают ласточки» приняла участие в телевизионном фильме «Осенний концерт». В 1973 году снялась в музыкальном телефильме «Днестровские мелодии».
В 1977 году при Молдгосфилармонии было создано ВИА «Букурия», солисткой которого стала Кодряну.
В конце семидесятых годов Кодряну переехала в Москву, где жил её муж, саксофонист, флейтист, композитор и аранжировщик Александр Бирюков. Там они долгие годы успешно работали в московской концертной организации «Москонцерт».
С 1978 года выступала с гастролями во многих регионах Советского Союза, России и зарубежных стран: Сирия, Ирак, Ливан, Польша, Германия, Чехословакия, Венгрия, Италия, Испания, Израиль, США, Монголия, Румыния, Япония, Австрия и др.
Мария Кодряну тесно сотрудничает со многими известными и популярными композиторами, которые ей доверяют первое исполнение своих музыкальных произведений, среди них: народный артист СССР Евгений Дога, народный артист России Михаил Чуев и многие другие композиторы.
В 1986 году окончила Государственную академию театрального искусства имени А. В. Луначарского как режиссёр.
В 1994 году в составе концертной бригады выезжала на погранзаставу в Таджикистан.
Когда закончились “лихие 1990-е”, Мария Петровна возобновила концертную деятельность.
В 2001 году устроила серию концертов в Нью-Йорке на площадке «Millenium».
В 2005 году у Марии Кодряну вышло два компакт-диска, на которых были записаны лучшие песни артистки: «Имена на все времена» и «Золотая коллекция ретро».
20 ноября 2009 года в здании мэрии г. Москвы в Зале награждений Марии Кодряну была вручена медаль "Звезда Чернобыля" за участие в концертном обслуживании ликвидаторов аварии на ЧАЭС в закрытой 30-ти километровой зоне.
Последние годы певица активно участвует в программах, посвященных памяти Анны Герман, Евгения Мартынова, Владимира Мигули, в программе «Мелодии дружбы».
Сейчас певица редко выступает на сцене с сольными концертами, но продолжает участвовать в различных шоу в качестве гостьи.
Её творчество всегда отличал широкий спектр возможностей. Получившая прекрасное образование и богатый опыт работы в различных стилях, Мария с лёгкостью исполняет и народные песни, и романсы, и песни в самых современных ритмах. В её репертуаре популярные песни на немецком, английском, японском, румынском, идише, итальянском языках. Она выступает с ансамблем под управлением своего мужа, композитора Александра Бирюкова. В её голосе всё: и тепло солнечного света, и аромат виноградников, и радушие, и гостеприимство молдавской земли. Песни в исполнении талантливой певицы греют нам душу, дарят минуты радости и счастья, а это значит, что они и имя Марии Кодряну востребованы и на все времена!!!
Её имя в книге «Знаменитые люди Москвы».
Живёт в Подмосковье (Пушкинский район).

## Личная жизнь
В 1977 году вышла замуж за московского джазового музыканта, композитора, саксофониста и аранжировщика Александра Бирюкова, с которым в Молдгосфилармонии создала ВИА «Букурия», а затем в 1978 году они переехали в Москву. В этом браке у супругов родилось двое детей — сын Александр и дочь Ольга.

## Награды
- Заслуженная артистка Молдавской ССР (1972)
- Заслуженная артистка Российской Федерации (26 января 1999) — за заслуги в области искусства[4]
- Народная артистка Молдавии (26 ноября 2008) — за долголетнюю плодотворную творческую деятельность, значительный вклад в пропаганду культурных ценностей и высокохудожественное исполнительское мастерство[5]
- Медаль «Звезда Чернобыля» (20 ноября 2009) — за участие в концертном обслуживании ликвидаторов аварии на ЧАЭС в закрытой 30-километровой зоне.
- Орден Почёта (23 августа 2019, Молдавия) — в знак высокого признания особых заслуг в области музыкального искусства, за значительные успехи в творческой деятельности и вклад в развитие межкультурных отношений[6]
- Лауреат Национальной Российской премии «Лидер»
- Орден Екатерины Великой